# 古汗駅
古汗駅（コハンえき）は大韓民国江原特別自治道旌善郡古汗邑古汗里にある、韓国鉄道公社太白線の駅である。

## 駅周辺
- 古汗初等学校
- 古汗郵便局
- 古汗邑事務所
- 古汗中学校
- 古汗高等学校
- ハイウォンスキー場

## 歴史
- 1966年1月19日 - 営業開始。

## 隣の駅
韓国鉄道公社
太白線
舎北駅 - 古汗駅 - (杻田駅) - 太白駅